# 米屋町 (名古屋市)
米屋町（こめやちょう）は、愛知県名古屋市中村区の地名。現在の名駅三・四丁目の各一部に相当する。

## 歴史

### 町名の由来
当地に名古屋米穀取引所が所在したことに由来する。同取引所は1898年（明治31年）に設置され、1927年（昭和2年）に中区米浜町へ移転した。

### 沿革
- 1901年（明治34年）4月17日 - 名古屋市広井の一部により、同市米屋町として成立[2]。
- 1908年（明治41年）4月1日 - 西区成立に伴い、同区米屋町となる[2]。
- 1927年（昭和2年） - 町名の由来となった米穀取引所が中区米浜町へ移転[1]。
- 1936年（昭和11年） - 翌年の名古屋駅開業に備え、同町の中央部の東西を横断する桜通が開通した[1]。
- 1944年（昭和19年）2月11日 - 中村区成立に伴い、同区米屋町となる[2]。
- 1977年（昭和52年）10月23日 - 住居表示の実施に伴い、中村区名駅三・四丁目に編入され、消滅[2]。